# Maršovice (ort i Tjeckien, lat 50,70, long 15,20)
Maršovice är en ort i Tjeckien. Den ligger i den norra delen av landet, 90 km nordost om huvudstaden Prag. Maršovice ligger 648 meter över havet och antalet invånare är 396.
Terrängen runt Maršovice är huvudsakligen lite kuperad. Maršovice ligger uppe på en höjd. Runt Maršovice är det tätbefolkat, med 257 invånare per kvadratkilometer. Närmaste större samhälle är Liberec, 12,7 km nordväst om Maršovice. Omgivningarna runt Maršovice är en mosaik av jordbruksmark och naturlig växtlighet.